# Río Dadès
El río Dadès o uadi [oued] Dades o Assif Dades (en árabe: وادي دادس) es un río de Marruecos altamente estacional y una de las dos fuentes que dan lugar al nacimiento del río Draa.  

## Geografía

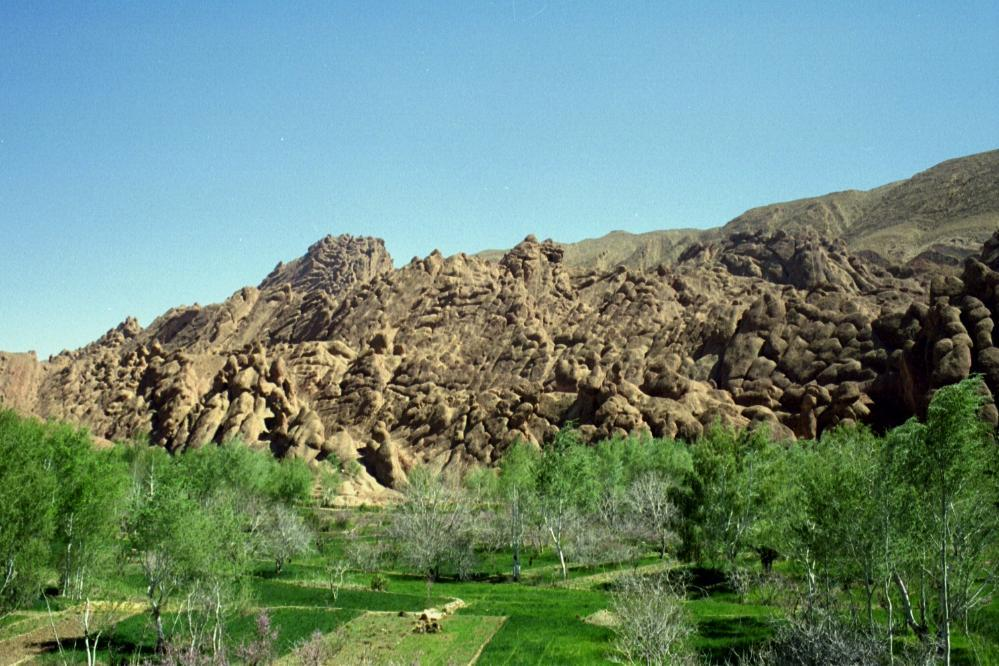
Exuberante valle verde rodeado de formaciones rocosas del desierto en la garganta del Dades.

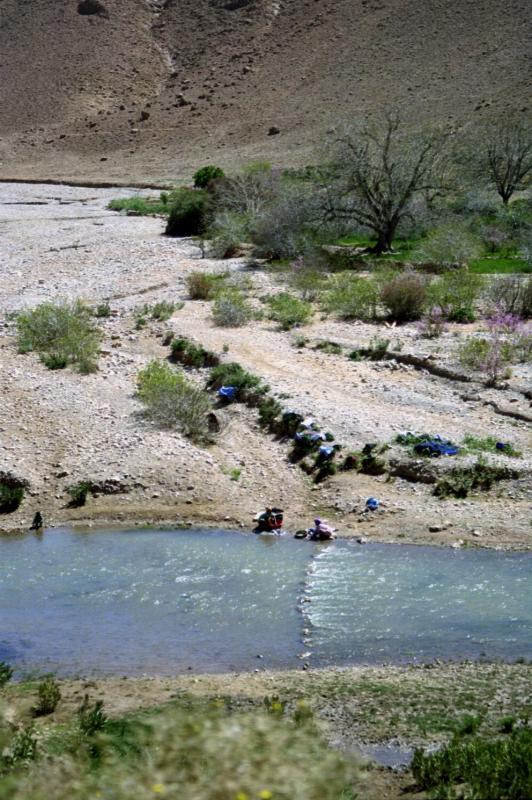
Para lavar ropa a orillas del río Dades en la garganta del Dades.

Sus aguas nacen en el Alto Atlas, en el valle alto de Msemrir y luego giran hacia el sur y atraviesan la famosa garganta del Dadès e irrigan Boumalne. Allí gira hacia el oeste, entre las cordilleras del Alto Atlas y el Anti-Atlas. Luego recibe en El Kelaa al río Uarzazat, cuyas aguas drenan el macizo del M'Goun. Se une al río Imini para formar el río Draa, en el tramo embalsado por la presa El mansour-Eddahbi. Su valle separa las montañas del Alto Atlas Central y el jabel Saghro.
La garganta de Dades es fácilmente accesible en taxi desde el cercano Tinerhir. El paisaje es importante con vistas de formaciones rocosas interesantes. El valle se hace exuberante y verde junto al río, mientras que el área circundante es desierto rocoso. Hay pequeñas comunidades que aún viven aquí, en casas tradicionales. Las mujeres pueden verse lavando la ropa en el río y secándola en los arbustos circundantes.

## Hidrología
El caudal del río es altamente estacional, con caudales máximos en el período enero-abril siguiendo a las altas precipitaciones y el deshielo consiguiente. La calidad del agua es alcalina, y las temperaturas de verano de agua están en el rango de 23 °C a 28 °C. La conductividad eléctrica del agua es relativamente alta (Hogan, 2006).